# Kolmårdens församling
Kolmårdens församling är en församling i Linköpings stift inom Svenska kyrkan. Församlingen ingår i Norrköpings pastorat och ligger i Norrköpings kommun i nordöstra Östergötlands län. Församlingen bildades 2010.
Större delen av befolkningen bor i de norra delarna av tätorten Norrköping, samt tätorterna Krokek, Åby (med Jursla), Svärtinge och Simonstorp samt småorten Kvarsebo. 

## Administrativ historik indelning
Församlingen bildades 2010 genom att sex församlingar i tre pastorat lades samman:
- Kvarsebo församling i Krokek-Kvarsebo pastorat.
- Krokeks församling i Krokek-Kvarsebo pastorat.
- Kvillinge församling i Kvillinge-Simonstorps pastorat.
- Simonstorps församling i Kvillinge-Simonstorps pastorat.
- Östra Eneby församling i Östra Eneby-Svärtinge pastorat.
- Svärtinge församling i Östra Eneby-Svärtinge pastorat.

Församlingen utgjorde ett eget pastorat till 2014 varefter den ingår i Norrköpings pastorat.

## Kyrkor
- Kvarsebo kyrka
- Kolmårdskyrkan
- Krokeks kyrka
- Kvillinge kyrka
- Svärtinge kyrka
- Simonstorps kyrka
- Ättetorpskyrkan
- Östra Eneby kyrka

I församlingen återfinns även ruinen efter kung Fredriks kyrka, nu kallad Krokeks ödekyrka, byggd där Krokeks kloster en gång låg.

## Kyrkoherdar
- Eva Ramstedt församlingsherde från 2014.
- 2010- Matti Peroharju